# تپه خرمنجاه گاوکل علیا
تپه خرمنجاه گاوکل علیا مربوط به دوره اشکانیان است و در شهرستان صحنه، بخش مرکزی، روستای گاوکل علیا واقع شده و این اثر در تاریخ ۱۸ خرداد ۱۳۸۴ با شمارهٔ ثبت ۱۱۸۵۰ به‌عنوان یکی از آثار ملی ایران به ثبت رسیده است.
ازفرهیختگان این روستا می‌توان از آفای عبادالله حاتمی نام برد